# جوليان بيرغر
جوليان بيرغر هو لاعب اتحاد الرغبي بلجيكي، ولد في 10 يناير 1990 في بروكسل في بلجيكا.

## وصلات خارجية
- جوليان بيرغر عل موقع إسبنسكروم (الإنجليزية)
- جوليان بيرغر على موقع ItsRugby.co.uk (الإنجليزية)